# 井上俊次
井上 俊次（いのうえ しゅんじ、1960年〈昭和35年〉5月15日 - ）は、日本の作曲家、編曲家、ミュージシャン、音楽プロデューサー、実業家。株式会社ハイウェイスターの株主。
株式会社バンダイナムコアーツ代表取締役副社長、株式会社ハイウェイスター取締役会長を歴任。

## 略歴・人物
大阪府大阪市住吉区大領出身。住吉大社の近くにある下町で、中小企業の経理部のサラリーマンの次男として生まれる。小学校2年生の時、母親から買い与えられたオルガンで音楽に目覚める。スズキ・メソード教育法でピアノ練習。中学1年生まで続けて「高等科」試験も取ったが、中学2年生の文化祭で同級生から「ピアノやってるやろ。キーボード弾いてくれ」と声をかけられたのを機に軽音楽に出会い、軽音楽に興味が移る。
その同級生に英国のロックバンド「ディープ・パープル」のサウンドを教わり、特にキーボーディストのジョン・ロードが弾く歪んだ音に大きな衝撃を受ける。文化祭では、ディープ・パープルの「ハイウェイ・スター」を演奏し、野球部を退部し軽音楽の同好会に入部した。ドラムが大好きで、雑誌を太ももに巻き付けて、長い菜箸でたたいて練習していた。
1976年4月、大阪府立大和川高等学校（現・大阪府教育センター附属高等学校）に入学。友達の誘いで軽音楽部に入り、影山ヒロノブに出会う。
高校1年生の夏ごろ、影山がロックバンド『レイジー』のメンバーを連れて訪ねてきたので、聞くとテレビ出演のオーディションを受けるといい、「助っ人になってほしい」と頼まれる。ドラムでなくキーボード担当の打診だったが「助っ人だけならいいか」と快諾した。
朝日放送「ハロー・ヤング」に出演、司会のかまやつひろしに認められてバンド全員で上京し、1977年、『レイジー』でデビュー。当時の愛称は「ポッキー」。
1981年、『レイジー』解散。同じ事務所「トライアングル・プロダクション」の3人組コーラスグループ『トロワ』とのユニット『BIG BANG』を結成し、クインシー・ジョーンズのヒット曲の日本語カバー「愛のコリーダ」をRVCからリリースする。田中宏幸とともに『ネバーランド』を結成。『ネバーランド』解散後『HUMAN NATURE』を経て、1990年（平成2年）『AIRBLANCA』を結成。1991年、『AIRBLANCA』解散。その後は音楽プロデュースに専念する。1998年、『レイジー』再結成。
1999年、株式会社ランティスを設立。社長に就任。2010年、バンダイナムコグループのライブエンターテインメント事業を担う新会社・株式会社バンダイナムコライブクリエイティブの社長に就任。ランティス社長も引き続き兼任する。2018年、バンダイビジュアルとランティスの統合による新会社「バンダイナムコアーツ」の副社長に就任。
2019年（令和元年）6月23日、『ランティス祭り2019』に『レイジー』の一員として出演。曲間のメンバー紹介の際、ランティス20周年の感謝の意をステージ上から述べた。
2021年（令和3年）4月1日付をもってバンダイナムコアーツ副社長を退任。
2023年（令和5年）9月1日、組織再編により株式会社ハイウェイスターから社名変更した株式会社Earkth（アークス）の代表取締役社長に就任。

## 楽曲提供
- 影山ヒロノブ
  - 雨の街角A.M.5（1981年、アルバム『BROKEN HEART』収録曲）

## 主な担当作品
特記のない限り音楽プロデューサーを担当。
1983年
- サイコアーマー ゴーバリアン（主題歌の作曲）

1986年
- スーパーマリオブラザーズ マリオ・シンドローム（編曲）※地上BGMのハイエナジー・リミックス作品

1996年
- 超者ライディーン（サウンドプロデュース）
- フォーチュン・クエスト（プロデューサー）

1997年
- 八雲立つ（プロデューサー）

1998年
- 真ゲッターロボ 世界最後の日

1999年
- 思春期美少女合体ロボ ジーマイン
- A.D.POLICE（音楽制作）

2000年
- エクスドライバー
- 真ゲッターロボ対ネオゲッターロボ

2001年
- 激闘!クラッシュギアTURBO
- HAND MAID マイ
- おとぎストーリー 天使のしっぽ
- よばれてとびでて!アクビちゃん（音楽プロデュース）
- マジンカイザー

2002年
- こすぷれCOMPLEX
- 灰羽連盟（制作協力）

2003年
- おねがい☆ツインズ
- セイント・ビースト 〜聖獣降臨編〜
- 妄想科学シリーズ ワンダバスタイル
- マジンカイザー 死闘!暗黒大将軍

2004年
- 恋風（製作協力）
- パンダーゼット（音楽プロデュース）
- DearS（企画）
- Φなる・あぷろーち（製作）
- 新ゲッターロボ
- 舞-HiME
- ローゼンメイデン

2005年
- 舞-乙HiME
- 絶対少年
- 機動新撰組 萌えよ剣 TV
- あかほり外道アワーらぶげ（企画）
- 好きなものは好きだからしょうがない!!（企画）
- SHUFFLE!（製作総指揮）
- ガンパレード・オーケストラ
- ノエイン もうひとりの君へ
- ローゼンメイデン トロイメント

2006年
- マジカノ
- タクティカルロア
- 西の善き魔女 Astraea Testament（エグゼクティブプロデューサー）
- Soul Link（エグゼクティブプロデューサー）
- Strawberry Panic（企画）
- 鬼公子炎魔
- すもももももも 地上最強のヨメ（企画）
- 恋する天使アンジェリーク（企画）
- スーパーロボット大戦OG -ディバイン・ウォーズ-
- Project BLUE 地球SOS
- あさっての方向。（企画）
- Gift 〜ギフト〜 eternal rainbow（エグゼクティブプロデューサー）
- ローゼンメイデン オーベルテューレ
- 牙狼〈GARO〉スペシャル 白夜の魔獣

2007年
- Venus Versus Virus（企画）
- 怪物王女（企画）
- アイドルマスター XENOGLOSSIA
- 機神大戦ギガンティック・フォーミュラ
- セイント・ビースト 〜光陰叙事詩天使譚〜（企画）
- sola（プロデューサー）
- ぽてまよ（企画）
- School Days（企画）
- こどものじかん（企画）
- ケータイ少女（プロデューサー）
- 君が望む永遠 〜Next Season〜（企画）

2008年
- シゴフミ
- 狂乱家族日記（企画）
- バトルスピリッツ 少年突破バシン
- ケロロ軍曹 ※5thシーズン10月以降
- あかね色に染まる坂（企画）
- 喰霊 -零-（企画）

2009年
- 宇宙をかける少女
- 明日のよいち!（企画）
- Phantom 〜Requiem for the Phantom〜（Project Phantomパートナーズ）
- 真マジンガー 衝撃!Z編 on television
- 神曲奏界ポリフォニカ クリムゾンS（企画）
- ティアーズ・トゥ・ティアラ（企画）
- 咲-Saki-（企画協力）
- 初恋限定。（企画）
- NEEDLESS（エグゼクティブプロデューサー）
- 大正野球娘。（企画）
- 宙のまにまに（企画）
- プリンセスラバー!（企画）
- よくわかる現代魔法（企画）
- 涼宮ハルヒの憂鬱（2009年版）（企画）
- バトルスピリッツ 少年激覇ダン
- けんぷファー（企画）
- 戦う司書 The Book of Bantorra（企画）
- テイルズ オブ ヴェスペリア 〜The First Strike〜

2010年
- 刀語（企画・製作）
- バカとテストと召喚獣（企画）
- れでぃ×ばと!（企画）
- 涼宮ハルヒの消失（企画）
- トランスフォーマー アニメイテッド
- 劇場版“文学少女”（製作）
- ブレイク ブレイド（企画）
- 伝説の勇者の伝説（企画）
- 祝福のカンパネラ（企画）
- みつどもえ（企画）
- バトルスピリッツ ブレイヴ
- スーパーロボット大戦OG -ジ・インスペクター-
- えむえむっ!（企画）
- おとめ妖怪 ざくろ（企画）
- 侵略!イカ娘（企画）
- 探偵オペラ ミルキィホームズ（エグゼクティブプロデューサー）
- 咎狗の血（企画）

2011年
- IS 〈インフィニット・ストラトス〉（企画）
- カードファイト!! ヴァンガード
- みつどもえ 増量中!（企画）
- マジンカイザーSKL
- 装甲騎兵ボトムズ Case;IRVINE
- 日常（企画）
- 花咲くいろは（エグゼクティブプロデューサー）
- 俺たちに翼はない（企画）
- 30歳の保健体育（製作）
- そふてにっ（企画）
- 世界一初恋
- +チック姉さん（企画）
- トワノクオン（製作）
- 神様のメモ帳（企画）
- バカとテストと召喚獣にっ!（企画）
- 猫神やおよろず（企画）
- 魔乳秘剣帖（企画）
- Baby Princess 3Dぱらだいす0（ラブ）（企画）
- 侵略!?イカ娘（企画）
- ましろ色シンフォニー（企画）
- 世界一初恋2
- 呀〈KIBA〉 〜暗黒騎士鎧伝〜
- 未来日記（企画）
- 英雄伝説 空の軌跡 THE ANIMATION（エグゼクティブプロデューサー）

2012年
- 探偵オペラ ミルキィホームズ 第2幕（エグゼクティブプロデューサー）
- Another（プロデューサー）
- 緋色の欠片（製作）
- めだかボックス（企画）
- さんかれあ（企画）
- 黒子のバスケ（企画）
- カードファイト!! ヴァンガード アジアサーキット編
- 咲-Saki- 阿知賀編 episode of side-A（企画）
- 氷菓（企画）
- 人類は衰退しました（企画）
- 恋と選挙とチョコレート（企画）
- この中に1人、妹がいる!（企画）
- だから僕は、Hができない。（企画）
- カンピオーネ! 〜まつろわぬ神々と神殺しの魔王〜（企画）
- 探偵オペラ ミルキィホームズ Alternative ONE & TWO（エグゼクティブプロデューサー）
- 緋色の欠片 第二章（製作）
- 中二病でも恋がしたい！（製作）
- お兄ちゃんだけど愛さえあれば関係ないよねっ（企画）
- CØDE:BREAKER（企画）
- ガールズ&パンツァー（企画）
- めだかボックス アブノーマル（企画）
- 華ヤカ哉、我ガ一族 キネトグラフ（エグゼクティブプロデューサー）

2013年
- D.C.III 〜ダ・カーポIII〜（エグゼクティブプロデューサー）
- 八犬伝―東方八犬異聞―（企画）
- ラブライブ!（企画）
- 戦勇。（エグゼクティブプロデューサー）
- ささみさん@がんばらない（企画）
- RDG レッドデータガール（製作）
- カーニヴァル（企画）
- はたらく魔王さま！（企画）
- 宇宙戦艦ヤマト2199
- 翠星のガルガンティア（企画）
- アラタカンガタリ〜革神語〜（企画）
- Free!（製作）
- Fate/kaleid liner プリズマ☆イリヤ（製作）
- 有頂天家族（エグゼクティブプロデューサー）
- 境界の彼方（製作）
- IS 〈インフィニット・ストラトス〉2（企画）
- 黒子のバスケ（第2期）（企画）
- 牙狼外伝 桃幻の笛

2014年
- 咲-Saki- 全国編（企画）
- 中二病でも恋がしたい!戀（製作）
- ラブライブ!（第2期）（企画）
- Free!-Eternal Summer-（製作）
- さばげぶっ!（製作）
- 東京ESP（製作統括）
- 牙狼-GARO- -炎の刻印-

2015年
- 黒子のバスケ（第3期）（企画）
- 純潔のマリア（企画）
- 長門有希ちゃんの消失（製作）
- 響け!ユーフォニアム（製作）
- ゴッドイーター（企画）
- かみさまみならい ヒミツのここたま（企画）
- コメット・ルシファー（企画）
- ワンパンマン（企画）
- 牙狼 -紅蓮ノ月-

2016年
- 無彩限のファントム・ワールド（製作）
- 紅殻のパンドラ（製作）
- SERVAMP-サーヴァンプ-（企画）
- テイルズ オブ ゼスティリア ザ クロス（企画）
- 響け!ユーフォニアム2（製作）
- ラブライブ! サンシャイン!!（企画）

2017年
- 有頂天家族2（製作）
- sin 七つの大罪（企画）

2018年
- 牙狼-GARO- 神ノ牙-KAMINOKIBA-
- 神ノ牙-JINGA-

2021年
- ゲッターロボ アーク（音楽監督[10]）

## レコーディング参加作品
- オムニバスアルバム『SUPER ROCK SUMMIT 〜天国への階段〜』(レッド・ツェッペリンカバーアルバム)「TRAMPLED UNDER FOOT」
- オムニバスアルバム『SUPER ROCK SUMMIT 〜RAINBOW EYES〜』(レインボーカバーアルバム)「EYES OF THE WORLD」「EYES OF THE WORLD」「STREET OF DREAMS」